# 1993–1994-es UEFA-bajnokok ligája (egyenes kieséses szakasz)
Az 1993–1994-es UEFA-bajnokok ligájának egyenes kieséses szakasza április 27-én kezdődött az elődöntőkkel, és 1994. május 18-án ért véget a döntővel, amely a görögországi Athénban, az Olimpiai Stadionban zajlott. Az egyenes kieséses szakaszban négy csapat vett részt.

## Fordulók és időpontok
A mérkőzések időpontjai a következők.
| Forduló   | Dátum                                    |
| --------- | ---------------------------------------- |
| Elődöntők | 1994. április 27.                        |
| Döntő     | 1994. május 18., Olimpiai Stadion, Athén |

## Lebonyolítás
A kieséses szakaszban minden egyes párharcot egyetlen mérkőzésen játszottak le. Az elődöntőben a csoportgyőztes hazai pályán játszott a másik csoport második helyezettjével. Ha a rendes játékidő végén az állás egyenlő volt, hosszabbításra került sor, majd ha az eredmény még mindig döntetlen volt, büntetőpárbajra.

## Továbbjutott csapatok
| Csoport | Csoportelső (kiemeltek) | Csoportmásodik (nem kiemeltek) |
| ------- | ----------------------- | ------------------------------ |
| A       | Barcelona               | Monaco                         |
| B       | Milan                   | Porto                          |

## Elődöntők
Az elődöntők és a döntő győzteséről egy mérkőzés döntött.
| 1. csapat    | Eredmény | 2. csapat |
| ------------ | -------- | --------- |
| AC Milan     | 3–0      | AS Monaco |
| FC Barcelona | 3–0      | Porto     |

| 1994. április 27. 20:30 |

| AC Milan                               | 3–0               | AS Monaco |
| -------------------------------------- | ----------------- | --------- |
| Desailly 14' Albertini 48' Massaro 66' | (1–0) Jegyzőkönyv |           |

| San Siro, Milánó Nézőszám: 78 650 Játékvezető: Bernd Heynemann (német) |

| 1994. április 27. 20:30 |

| FC Barcelona                  | 3–0               | Porto |
| ----------------------------- | ----------------- | ----- |
| Sztoicskov 10' 35' Koeman 72' | (2–0) Jegyzőkönyv |       |

| Camp Nou, Barcelona Nézőszám: 98 000 Játékvezető: Vadzim Zsuk (fehérorosz) |

## Döntő
| 1994. május 18. 21:15 (20:15) |

| AC Milan                                   | 4–0               | FC Barcelona |
| ------------------------------------------ | ----------------- | ------------ |
| Massaro 22' 45' Savićević 47' Desailly 58' | (2–0) Jegyzőkönyv |              |

| Olimpiai Stadion, Athén Nézőszám: 70 000 Játékvezető: Philip Don (angol) |